# Монастырь Астхайм
Монастырь Астхайм (нем. Kloster Pons Mariae Astheim, также Мариенбрюк) — бывший мужской монастырь, располагавшийся в одноимённом районе баварского города Фольках (Нижняя Франкония) и первоначально являвшийся чертозой картезианских монахов недалеко от реки Майн; обитель была основана сеньорами Зайнсхайм в 1409 году и распущена в ходе секуляризации в Баварии — в 1803 году. Сегодня в бывших монастырский зданиях, являющихся памятниками архитектуры, размещается музей.

## История и описание
История монастыря в Астхайме тесно связана с историей аристократического рода Зайнсхайм: монастырь расположен на месте бывшей укреплённой усадьбы, принадлежавшей лордам Зайнсхайма как минимум с 1328 года. Вокруг неё был также построен жилой дом (особняк), часовня и несколько хозяйственных построек — включая мельницу. 2 июня 1409 года усадьба, перестроенная в 1404 году, стала монастырём и усыпальницей для представителей рода: год спустя новый монастырь был официально оформлен как часть Вюрцбургской епархии, управлявшейся князем-епископом Иоганном I фон Эглофштайном.
В 1413 году монастырь получил название лат. Domus Pontis B.M.V. in Astheim; его первым настоятелем стал Бернард, прибывший из монастыря Тюкельхаузен (Оксенфурт). В 1418 году первая жена основателя монастыря — рыцаря Эркингера — Анна была похоронена в стенах обители; в 1437 году здесь был похоронен и сам основатель. 7 февраля 1440 года чертоза получила в своё управление деревню Астхайм. В 1487 году — во время конфликта с лордами Тюнгена — монастырь был разграблен.
С 1418 по 1469 год продолжалось строительство первой церкви, которая стояла не месте сегодняшнего храма. В 1440 году началось строительство монашеских келий, которые были возведены на севере и северо-западе от церкви: первоначально было запланировано шесть келий, но в 1443—1445 годах их число было увеличено до десяти.
Начало Реформации отразилось на жизни обители: в ней уменьшилось число монахов и часто менялись настоятели; монах-картезианец Матес попытался поджечь монастырские постройки в 1520 году. С 1500 года начался и спор с соседним городом Фольках: обе стороны заявляли о своих правах на вылов рыбы и использование бродов через Майн — конфликт был урегулирован только в XIX веке. В 1525 году, во время Крестьянской войны в Германии, монахи покинули монастырь: 3 мая 1525 года местные крестьяне разграбили опустевшую обитель, а 16 мая повстанцы разрушили и сами монастырские здания. Однако наиболее ценная часть монашеских сокровищ была перевезена в город Швайнфурт: где была разграблена в 1554 году. Реконструкция монастыря началась в 1526 году при финансовой поддержке протестанта Иоганна фон Шварценберга; работа была продолжена при приоре Якобе Хайле (1554—1563).

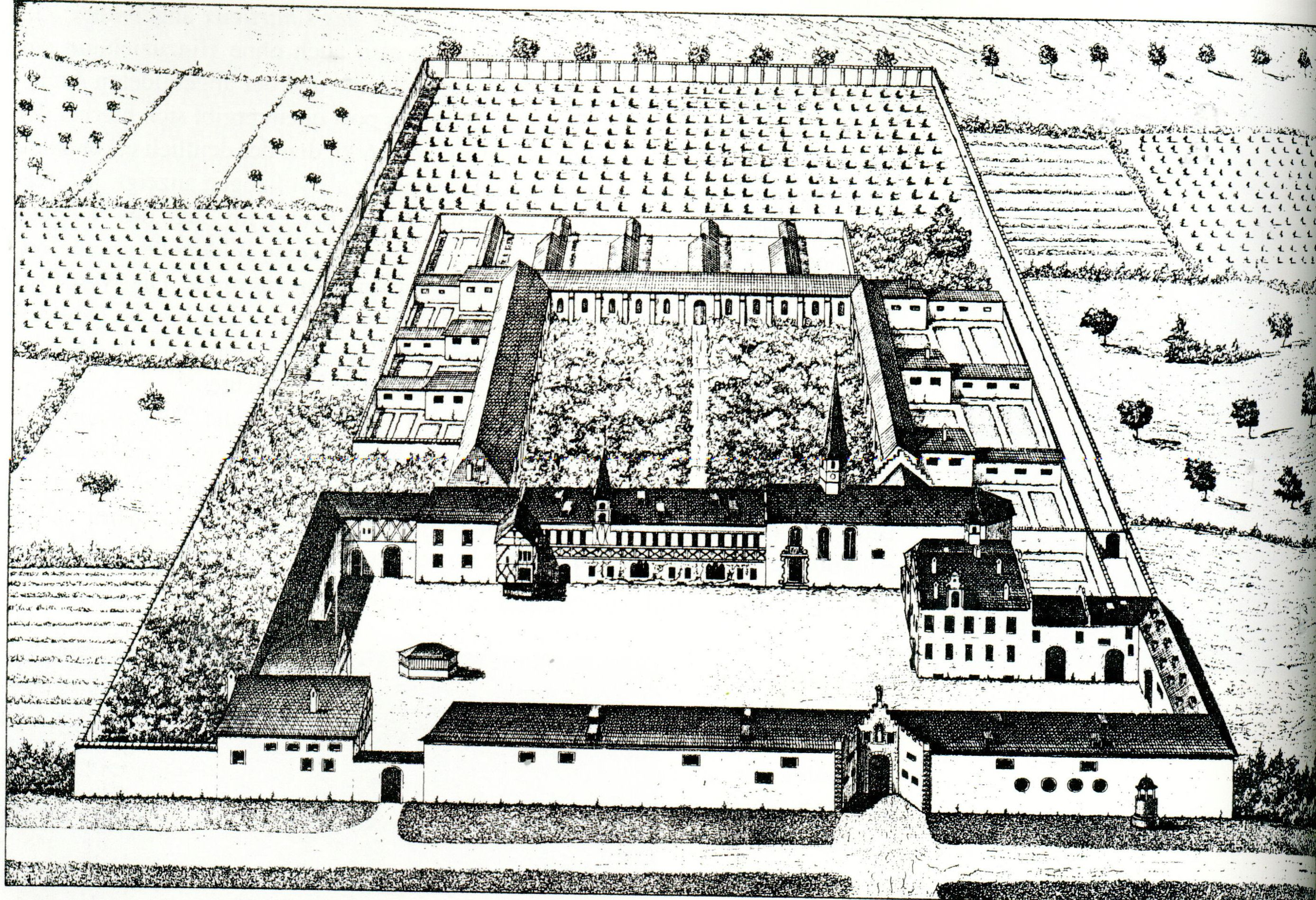
Общий вид монастыря

В XVI веке была построена трапезная к западу от основного корпуса; в 1575 году началось строительство главной монастырской мельницы. Вскоре после окончания реконструкции, продолжавшейся до XVII века, монахи вновь были вынуждены покинуть обитель в связи с событиями Тридцатилетней войны: в 1631 году они бежали перед приходом шведских войск в Астхайм. В 1634 году, после ухода солдат, монахи смогли вернуться, но новое вторжение состоялось уже в 1648 году. После окончания войны строительство новых и восстановление разрушенных монастырских зданий возобновилось. В 1695 году произошло так называемое «Астхаймское восстание», которое было подавлено с помощью войск вюрцбургского князя-епископа.
Секуляризация в Баварии стала концом для обители: 1 декабря 1802 года солдаты пфальцграфа заняли монастырь, установив таким образом контроль над монастырской жизнью; 20 июня 1803 года монастырь был распущен, а сами монахи — изгнаны. В 1805 году потомки рода Шварценберг приобрели монастырские постройки за 865 гульденов. С 1814 года обсуждалось дальнейшее использование монастырской церкви в качестве приходского храма для Астхайма — однако, этого не произошло. После пожара, вызванного ударом молнии, церковь была частично перестроена в 1867 году в неоготическом стиле. В 1895 году большинство зданий бывшего монастыря были проданы частным лицам или разрушены.
После окончания Второй мировой войны, в 1950-х годах, семья Шварценберг отказалась от своих владений в деревне и продала основное здание монастыря общине Астхайм. В 1956—1957 годах церковь была капитально отремонтирована. Сегодня в бывшем монастыре расположен музей, посвященный истории местного христианства и принадлежащий в сети музеев Вюрцбургской епархии. Кроме того, здесь же расположен и архив города Фольках. Баварское управление по сохранению памятников занесло монастырские сооружения в список памятников архитектуры.